# Ùùrėg nuur
Ùùrėg nuur (in mongolo:Үүрэг нуур) è un lago salato della Mongolia occidentale, nella provincia dell'Uvs, distretto di Sagil.
Si trova a nord-ovest della Depressioni dei Grandi Laghi, a un'altitudine di 1.425 m s.l.m.; è lungo 20 km e largo 18 km e ha una superficie di 239 km². Ha una profondità massima di 42 m.